# Deiber Ballesteros
Deiber Ballesteros (Santander de Quilichao, Cauca, Colombia; 26 de septiembre de 1993) es un futbolista colombiano. Juega de delantero en el Atlético Marte de la Primera División de El Salvador.

## Clubes
| Club                     | País        | Año         |
| ------------------------ | ----------- | ----------- |
| Deportivo Cali           | Colombia    | 2010 - 2011 |
| Universitario de Popayán | Colombia    | 2012        |
| Cortuluá                 | Colombia    | 2013        |
| Uniautónoma              | Colombia    | 2015        |
| Llaneros                 | Colombia    | 2015 - 2017 |
| Atlético Marte           | El Salvador | 2021 -      |

## Palmarés

### Torneos nacionales
| Título        | Club           | País     | Año  |
| ------------- | -------------- | -------- | ---- |
| Copa Colombia | Deportivo Cali | Colombia | 2010 |